# Runner (爆風スランプの曲)
「Runner」（ランナー）は、1988年10月21日に発売された爆風スランプ12枚目のシングル。

## 概要
爆風スランプを代表する一曲で、『第39回NHK紅白歌合戦』でも歌われた。
歌詞の内容は陸上部を背景としているが、本作を最後に脱退した江川ほーじんの姿になぞらえ作られた。
売上は34万枚。
2012年、中野のソロ・アルバム「歌うパワースポット〜セドナ・ハワイ編〜」にてセルフカバー。
発売30年にあたる2018年4月11日、中野のソロ・ミニ・アルバム（サンプラザ中野くん名義）『Runner』が発売。本作にはセルフカバーの「Runner（平成30年Ver.）」が収録、本バージョンのミュージック・ビデオが制作されパッパラー河合、陸上選手である瀬古利彦、増田明美、飯塚翔太も出演。
2024年8月16日、人気YouTubeチャンネル「THE FIRST TAKE」に出演。爆風スランプとして16年ぶりにRunnerを演奏した。公開からおよそ8週間後に300万再生を突破。
2024年10月23日発売の爆風スランプ40周年記念アルバム「40th Anniversary BEST IKIGAI 2024」では中文版を収録している。
時代を超えたロングセラーであり、初出から32年後の2020年10月度日本レコード協会発表にて、ダウンロードでのプラチナ（25万DL）が認定された。

## 収録曲
1. Runner
作詞：サンプラザ中野　作曲：Newファンキー末吉　編曲：爆風スランプ
2. THE BLUE BUS BLUES
作詞：サンプラザ中野　作曲：パッパラー河合　編曲：爆風スランプ

## エピソード
応援歌の定番曲として知られている。青春や人生に向き合う人の背中を見守る内容だが、運動部（陸上部）を舞台とした情景を映しとっている歌詞であるため、スポーツの場面において応援歌やBGMとして使用されることが多い。
持久走やマラソン大会（日本テレビ『24時間テレビ 「愛は地球を救う」』では、チャリティーランナーを迎えるグランドフィナーレで大合唱することが定着している）。プロ野球では、中日ドラゴンズの川又米利や広島東洋カープの野村謙二郎の応援歌として採用されたことがある（両者とも途中で変更された）。また、青少年のスポーツ大会の応援においても定番曲であり、特に高校野球の試合では吹奏楽による演奏が定着している。
『めちゃ×2イケてるッ!』の企画『ヨモギダ少年愚連隊』のコーナーの挿入歌としても使用されており、2004年に放送された同企画の終盤では曲作りに間に合わなかった岡村隆史が、バンド活動を続けるヨモギダ君に贈る歌としてこの歌を歌った。
聖飢魔IIの「WINNER!」が同日に発売されており、このことから『デーモン小暮のオールナイトニッポン』でこの曲をオンエアする時にデーモン閣下が「走ってる奴（Runner）より勝ってる奴（WINNER!）の方が偉いんだ!」と発言した事がある。

## テレビ出演時のベーシスト
シングル発売直後は江川がベースを弾いていたが、1989年1月9日武道館公演を最後に脱退。和佐田達彦（バーベQ和佐田）が正式メンバーとして加入するまではベーシスト不在となった。その期間中のテレビ出演及びライブで様々なミュージシャンが代役ベースを務めた。
- ゼノン石川（聖飢魔II）：「歌のトップテン」(1989年2月20日放送)、「ミュージックステーション」（1989年3月3日放送）にて出演
- 高橋一也（男闘呼組）：歌のトップテン（1989年3月13日放送）にて出演
- ジャガー：歌のトップテン（1989年4月10日放送）にて出演
- 柿沼清史（スターダスト・レビュー）：歌のトップテン（1989年5月1日放送）にて出演
- 内田雄一郎（筋肉少女帯）：ザ・ベストテンにて出演
- 関口和之（サザンオールスターズ）：ザ・ベストテンにて出演。同回、TOPSの館野江里子がチャーシューメン黒石（黒石正博）の代わりにキーボード演奏で出演
- 仙波さとみ（SHOW-YA）：歌のトップテン（1989年3月6日放送）にて出演
- 渡辺敦子（プリンセス プリンセス）
- 六土開正（安全地帯）
- 加賀八郎（THE GOOD-BYE）

他、多数

## タイアップ
Runner
- 日本テレビ系『天才!たけしの元気が出るテレビ』 挿入歌（1988年）
- 日立ビデオ「MASTACS」CMソング（1988年）※前作「ひどく暑かった日のラヴソング」に続いての採用
- カゴメ「かけるトマト」 CMソング（2013年）※歌詞は替え歌[7]
- Y! mobile「なめ猫バンド ホコ天ライブ」篇 CMソング（2016年）※歌詞は替え歌（「ランニャー」。歌：哀川翔）
- 東京海上日動あんしん生命保険医療保険「あるく保険　Walker」篇 CMソング（2018年）※歌詞は替え歌「Walker」（歌：Lefty Hand Cream。原曲「Runner」もカバーしている）

## 収録アルバム
- HIGH LANDER（#1、2）
- 青春玉 -学生時代-（#1、MSGヴァージョン）
- SINGLES（#1）
- GOLDEN☆BEST 爆風スランプ ALL SINGLES（#1）
- 龍が如く0～80'sHits!Collection～
- 歌うパワースポット〜セドナ・ハワイ編〜（#1、サンプラザ中野によるセルフカバー）
- 40th Anniversary BEST IKIGAI 2024 （#1 中文版、2）

## カバー
- 2008年 - アンドリューW.K.（『一発勝負〜カヴァーズ』に収録）
- 2009年 - 松崎しげる（『Yes We Can!!』に収録）
- 2011年 - C-C-B（ファンキー末吉プロデュース：爆風スランプトリビュートアルバム『We Love Bakufu-Slump』に収録[8]）
- 2014年 - dela（アイドルたちによる名曲発掘プロジェクトのコンピレーションアルバム『RE:IDOL〜はじめてのチュウ』に収録）
- 2014年 - SHOW-YA（『Glamorous Show〜Japanese Legendary Rock Covers』に収録）
- 2023年 - 桜木舞華（CV：鈴木杏奈）配信シングル
- 2023年 - 荻原ひまわり（CV：倉知玲鳳）配信シングル